# Carlo Martinelli (politico)
Carlo Martinelli (Milano, 7 settembre 1872 – Balsamo, 25 agosto 1926) è stato un politico italiano.

## Biografia
Nato a Milano da distintissimi ed agiati genitori, Pietro Martinelli e Maria Erba di Pallanza sul Lago Maggiore, appena compiuti gli studi liceali ed adempiuti gli obblighi di leva, fissò la sua residenza a Balsamo, sentendo il dovere in questo Comune di continuare l'opera di bene dello zio Benedetto Martinelli, il quale, morendo, aveva lasciato il suolo per edificare la Casa Comunale e 20.000 Lire per la costruzione.
Nato in una agiata famiglia di possidenti terrieri, è stato consigliere comunale dal 1895, sindaco di Balsamo dal 1899 al 1914 e dal 1923 al 1926; nello stesso anno 1926 anche podestà dello stesso comune.
In Carlo Martinelli tutto era candido e schietto come il cielo; tutto era espressione di carità, di dolcezza e d'amore.
Di area cattolica non si iscrisse mai ad alcun partito. Nominato Cavaliere e Ufficiale dell'Ordine della Corona d'Italia nel 1912 e Commendatore nel 1924.
Il suo cuore magnanimo non palpitava che degli affetti domestici, non viveva che per le sofferenze, per i bisogni e per i dolori del popolo balsamese, che in ogni occasione ed in ogni contingenza, trovava in lui conforto, sollievo ed aiuto.
Carlo Martinelli comprese che gli agi della fortuna non dovevano rappresentare una vuota ed infeconda contemplazione, ma essere radice ed impulso di operosità e di bene.
Intese che i contrasti profondi, che turbano la società moderna, non si compongono con fantastici ordinamenti sociali, di strutture della natura umana e perciò condannati a fallire, ma ravvivando nei cuori la dolce legge dell'amore, la quale soltanto può rendere gli uomini buoni, obbligandoli a spogliarsi di sé e vivere per gli altri.
A questi sentimenti Carlo Martinelli conformò tutta la sua vita. Volle la realizzazione di strutture per i meno abbienti come pure per i fanciulli.
Nel 1932 venne realizzato quanto da lui indicato nelle volontà testamentarie grazie al fattivo impegno del Conte Generale Vittorio Cavallini, primo Presidente della Fondazione Ricovero Martinelli Onlus.
Di area cattolica, non si iscrisse mai ad alcun partito. Nominato cavaliere e Ufficiale dell'Ordine della Corona d'Italia nel 1912 e commendatore nel 1924.
Alla sua morte ha devoluto il suo esteso patrimonio per la fondazione di un ente benefico per la cura prima dei tubercolotici e poi degli anziani in situazioni di disagio, eretto in ente morale nel 1932 e tuttora operante come Fondazione Ricovero Martinelli - Onlus.